# 維托岩
62°40′59″S 61°05′53″W / 62.68306°S 61.09806°W
維托岩是南極洲的岩石，位於南設得蘭群島中利文斯頓島的拜爾斯半島南岸，處於普雷錫登特角東北面7.16公里、長岩東北面5.15公里和德維爾斯角東南面4.52公里。

## 外部連結
- Composite Antarctic Gazetteer（页面存档备份，存于）.